# La signorina de Scudéry
La signorina Scudéry - Una storia dell'epoca di Luigi XIV (Das Fräulein von Scudéry. Erzählung aus dem Zeitalter Ludwigs XIV) è un racconto di Ernst Theodor Amadeus Hoffmann facente parte della raccolta I confratelli di Serapione, pubblicata in quattro volumi tra il 1819 e il 1821.
La signorina Scudéry, capolavoro letterario che unisce perfettamente il patetico e il grottesco, è stata definita una “Kriminalgeschichte hoffmanniana”, vale a dire una storia poliziesca, certamente la prima della letteratura tedesca. Pur non anticipando, come farà qualche anno più tardi Edgar Allan Poe, il moderno racconto giallo (ne La signorina Scudéry manca, in effetti, la figura dell'investigatore professionista), Hoffmann introduce nella sua narrazione diversi elementi tipici del genere: la serie di delitti inesplicabili, l'innocente accusato a torto di un crimine e le autorità di polizia che si avvalgono della collaborazione di una persona che, quantunque estranea ai fatti, ha scoperto casualmente alcuni importanti indizi. Lo scrittore tedesco, inoltre, nel trattare i temi che più lo interessano – le aberrazioni della psiche, lo sdoppiamento della personalità e i traumi infantili – prefigura un'altra categoria di crimini romanzeschi, quella dei delitti per mano di uno squilibrato, che avrà maggior fortuna nella letteratura poliziesca del Novecento. Alcune sue intuizioni narrative (come l'impulso omicida dettato da una “voce” o la mania ossessiva per un oggetto) sono già efficacemente moderne, anche se calate in un contesto che spesso ricorda assai più l'horror del giallo: quando inizia la vicenda, Parigi si è da poco liberata dall'incubo della Voisin, e nelle misteriose sparizioni degli assalitori si tende inizialmente a vedere, perfino da parte della polizia, un piano diabolico. Si deve altresì notare che per l'elaborazione di questo specifico argomento – gli aspetti profondi e ignoti della psiche – lo scrittore attinge da una sua personale esperienza vissuta nell'ambito della carriera giuridica; e d'altra parte, nella Scudéry come in altri racconti de I confratelli di Serapione, Hoffmann considera la realtà al pari di un qualcosa che, facendosi via via più indefinito, apre le porte agli incubi e ai fantasmi di una “natura nemica e demoniaca”.
La signorina Scudéry venne tradotto in Polonia fin dal 1822.
La scrittrice Madeleine de Scudéry, scelta da Hoffmann come protagonista della sua storia, è realmente vissuta nella Francia del Seicento.
A questo racconto si è ispirato il musicista Paul Hindemith per la sua opera Cardillac. 

## Trama
Nella Parigi del 1680, un'inafferrabile banda di assassini (gli “Invisibili”) semina il terrore tra la popolazione facendosi beffe della polizia. I delitti vengono compiuti a notte fonda, per le strade deserte della città, ai danni dei gentiluomini che si recano di nascosto dalle amanti per donare loro un prezioso gioiello. Sebbene talvolta le guardie arrivino sulla scena del crimine quando ancora è presente l'assalitore, questo sembra scomparire nel nulla non appena scatta l'inseguimento. Una notte, la signorina Scudéry, anziana nobildonna che vive in una piccola casa sulla Rue St. Honoré, riceve alcuni splendidi gioielli dalla banda degli “Invisibili”, che ritiene giusto regalarglieli per aver detto al re Luigi XIV che “Un amant, qui craint les voleurs, n'est point digne d'amour”; e ciò in risposta a un parere che il re le aveva chiesto riguardo a una supplica rivoltagli da alcuni amanti vittime delle rapine e miracolosamente sopravvissuti. Da quella notte, la signorina Scudéry si trova involontariamente coinvolta nel mistero delle aggressioni, la cui soluzione presenterà dei risvolti assolutamente inaspettati.

## Edizioni italiane
- E. T. A. Hoffmann, I Fedeli di San Serapione, introduzione di Bonaventura Tecchi, traduzione di Rosina Spaini, Gherardo Casini Editore, Roma, 1957.
- E. T. A. Hoffmann, Romanzi e racconti, volume II (I Confratelli di San Serapione), introduzione e nota bio-bibliografica di Claudio Magris, traduzioni di Carlo Pinelli, Alberto Spaini, Giorgio Vigolo, Einaudi, Torino, 1969.
- E. T. A. Hoffmann, La signorina Scuderi, introduzione e traduzione di M. P. Arena, Theoria, Roma, 1984.